# 平澤茂一
平澤 茂一（ひらさわ しげいち、1938年 - ）は、日本のコンピュータ科学者。早稲田大学名誉教授。

## 研究分野
- 情報理論/符号理論
- 機械学習/データマイニング
- 情報検索システム
- 情報セキュリティ
- フォールトトレランス

## 略歴
- 1957年 兵庫県立神戸高等学校卒業
- 1961年 早稲田大学第一理工学部数学科卒業
- 1963年 早稲田大学第一理工学部電気通信学科卒業
- 1963年 三菱電機（株）入社
- 1975年 工学博士（大阪大学）
- 1979年 カリフォルニア大学ロスアンジェルス校、計算機科学科客員研究員
- 1981年 早稲田大学理工学部工業経営学科（現 創造理工学部経営システム工学科）教授
- 1985年 ハンガリー科学アカデミー、伊トリエステ大学客員教授
- 2002年 カルフォルニア大学ロスアンジェルス校、UCLA 計算機科学科訪問教員
- 2011年 サイバー大学学長（～2012年）

## 学内活動
- 1985年 2月-1987年 5月 事務システム開発室 参与
- 1987年 6月-1990年 5月 事務システムセンター 参与
- 1988年 9月-1990年 9月 理工学部 教務主任（学生担当）
- 1994年 9月-1996年 9月 理工学部 工業経営学科 主任
- 1996年 6月-2000年 4月 メディアネットワークセンター 副所長
- 2002年11月-2006年 9月 メディアネットワークセンター 所長

## 学外活動
- 1977年 IEEEコンピュータ通信に関する国際会議 プログラム委員会 委員
- 1982-1983年 IEEE通信ソサエティ アジア太平洋委員会 委員
- 1987-1988年 電子情報通信学会 情報理論研究専門委員会 委員長
- 1988年 IEEE情報理論に関する国際シンポジウム 実行委員会 委員
- 1994年 情報理論とその応用学会編 「情報理論とその応用シリーズ」 編集委員会 副委員長
- 1995年 電子情報通信学会 組織委員会 委員
- 1995-1996年 電子情報通信学会 基礎境界ソサエティ 副会長
- 1996年 情報理論とその応用学会 会長
- 1998年 情報理論とその応用国際シンポジウム（メキシコ）委員長
- 1998年 電子情報通信学会編「電子情報通信ハンドブック」符号理論編主査
- 2000年- Associate Editor, Journal of Discrete Mathematical Science & Crytography, Academic Forum
- 2005年- Editional Board, International Journal of Information and Management Science, Tamkang University Press, R.O.C.
- 2007年- Associate Editor, International Journal of Digital Computer and Knowledge Communication

## 受賞
- 1988年 （社）発明協会，発明奨励賞受賞，「周波数偏移復調方式」
- 1994年 電子情報通信学会，第１０回小林記念特別賞受賞
- 1994年 電子情報通信学会，平成５年度業績賞受賞，「誤り訂正符号の構成と復号法に関する研究」
- 1995-1996年 電気通信普及財団，第10回電気通信普及財団賞テレコムシステム技術賞
- 1997年 IEEE，Fellow，For contributions to the development of channel coding schemes and error correcting codes
- 1999年 Association for Computing Machinery，Professional Membership
- 2001年 電子情報通信学会，フェロー，「連接符号とユークリッド復号法」
- 2007年 情報理論とその応用学会，名誉会員
- 2008年 IEEE, Life Fellow
- 2008年 Best Paper Award, IEEE SMCia/08

## 所属学会
IEEE，電子情報通信学会，情報処理学会，情報理論とその応用学会，ACM，他